# 全賜
全賜（1511年—？），字厚甫，廣西桂林府靈川縣人，民籍，明朝政治人物。

## 生平
廣西鄉試第十五名舉人，嘉靖二十年（1541年）中式辛丑科會試第一百十九名，二甲第三十四名進士。

## 家族
曾祖全溥；祖父全存義；父全瑞，母焦氏。具庆下。